# سیر سیچوان
سیر سیچوان (نام علمی: Allium guanxianense) نام یک گونه از سرده سیر است.